# Памятник латышским стрелкам
Па́мятник латы́шским стрелка́м расположен в столице Латвии — городе Риге на площади Латышских Стрелков.
Установлен в честь латышских красных стрелков, внесших важный вклад в становление и укрепление советской власти.
Был открыт в 1971 году как часть Мемориального музея-памятника Латышским красным стрелкам, в состав которого входило также здание Музея Латышских красных стрелков (ныне — Музей оккупации Латвии), открытое годом раньше.

## Краткое описание
Представляет собой скульптурную композицию высотой 13 метров, состоящую из трёх монументальных фигур латышских стрелков, одетых и вооружённых в соответствии со своей эпохой. Её авторы — скульптор Валдис Карлович Албергс, выпускник Академии художеств Латвийской ССР, заслуженный деятель искусств Латвийской ССР, и архитектор Дзинтарс Дриба — за данную работу в 1972 году были удостоены Государственной премии СССР.
Монументальная группа стрелков вырублена из красного украинского гранита. Установлена на высоком постаменте в центре площади, примыкающей к набережной, у Каменного моста. В 2000 году на постаменте сделана надпись: «Latviešu strēlniekiem 1915—1920» («Латышским стрелкам 1915—1920»). В 2001 году завершено благоустройство подножия памятника, оформленное булыжником.